# Соединение (военное дело)
Соедине́ние — воинское формирование, в состав которого входит несколько воинских частей или соединений меньшего состава, обычно различных родов войск (сил), специальных войск (служб), а также отдельных подразделений обеспечения и обслуживания.

## Типы соединений
В большинстве случаев соединения отличаются постоянным составом и штатной организацией (организационно-штатной структурой). Также существовали и  существуют временные соединения, с непостоянной (временной) организацией, состав которых зависит от предназначения, поставленных задач и условий театра войны (театра военных действий).
В зависимости от принадлежности к роду войск или сил вида вооружённых сил, состава и решаемых задач, соединения различаются по трём звеньям:
- соединения оперативного звена — в вооружённых силах некоторых государств;
- соединения высшего тактического звена (оперативно-тактического);
- соединения тактического звена.

### Оперативные соединения
Оперативные соединения чаще всего являются временными формированиями. Предназначены для выполнения оперативных и оперативно-стратегических задач ограниченного масштаба в составе оперативно-стратегического объединения либо в самостоятельном порядке.
В Вооружённых силах США примером оперативного соединения постоянного состава служит авианосное ударное соединение. Также в армиях и флотах некоторых государств предусмотрено создание оперативного соединения (непостоянного) временного состава.

### Оперативно-тактические соединения
Высшие тактические (оперативно-тактические) соединения могут иметь постоянный либо непостоянный состав. Данные соединения выполняют оперативно-тактические и тактические задачи в составе оперативного либо оперативно-стратегического объединения. Допускается выполнение ими задач на отдельных операционных направлениях в самостоятельном порядке.
В организационном плане такие соединения могут входить в состав армии, фронта, группы армий, военного округа, флота. 
В период Второй мировой войны и по её окончании к оперативно-тактическим соединениям относились корпуса различных типов (армейский, механизированный, кавалерийский, танковый, стрелковый), а в некоторых случаях и эскадра надводных кораблей и подводных лодок. 

### Тактические соединения
Тактические соединения являются воинскими формированиями постоянного состава и предназначены для выполнения тактических задач в составе объединения или высшего тактического (оперативно-тактического) соединения.
Тактические соединения входят в состав корпусов либо армии (флотилии), иногда — в состав фронта, группы армий, военного округа, флота. 
К главным тактическим соединениям относятся дивизии всех типов, включая дивизии кораблей. В вооружённых силах многих государств тактическими соединениям также являются бригады как имеющие статус отдельных, так и входящие в состав других соединений и объединений.

### Пограничный отряд
Пограничный отряд является отдельным типом соединений, имеющимся только в пограничных войсках, к которому из-за специфики выполняемых задач не применяется вышеупомянутое разделение по уровням. Пограничный отряд считается оперативно-боевым соединением. При этом под «оперативностью» понимается не уровень решаемых задач, а быстрое реагирование на изменившуюся на границе ситуацию и проведение оперативных мер (оперативно-розыскные мероприятия).